# Benjamin Stora
Benjamin Stora, född 2 december 1950 i Constantine i Algeriet, är en fransk historiker, professor och trotskist. Han är i sin forskargärning särskilt inriktad på Algeriets historia. 

## Biografi
Benjamin Stora föddes år 1950 i Constantine i norra Algeriet. Han avlade doktorsexamen i historia vid École des hautes études en sciences sociales år 1978. Sex år senare avlade han doktorsexamen i sociologi vid Université Paris-Diderot. År 1968 blev Stora medlem av Pierre Lamberts trotskistiska aktivistgrupp Alliance des Jeunes pour le Socialisme – Organisation Communiste Internationaliste (AJS-OCI).
Stora har publicerat en lång rad böcker, bland annat om den algeriske nationalistiske politikern Messali Hadj (1898–1974).